# Bulbophyllum epiphytum
Bulbophyllum epiphytum là một loài phong lan thuộc chi Bulbophyllum.